# Темний ангел (фільм)
«Темний ангел» (англ. Dark Angel) — американський телевізійний фільм-трилер 1996 року.

## Сюжет
Волтер Д'Арканджело — поліцейський детектив з темним минулим із Нового Орлеана. Йому доручено розслідування справи про серійного вбивцю, який полює на жінок винних у подружній зраді. Всі жителі міста живуть в страху й очікуванні нових жертв.

## У ролях
| Актор                  | Роль                |
| ---------------------- | ------------------- |
| Ерік Робертс           | Волтер Д'Арканджело |
| Ешлі Кроу              | Анна Сен-Сір        |
| Лінден Ешбі            | Гаррі Фолі          |
| Джина Торрес           | Ламейн              |
| Пол Кальдерон          | Венс Пікетт         |
| В.П. Олівер            |                     |
| Ніколас Прайор         |                     |
| Вейн Пере              |                     |
| Джоел Поліс            |                     |
| Рей Бейкер             |                     |
| Терренс Розмор         | Улісс               |
| Кімберлі Дей           | дитина на вулиці    |
| Роберт С. Тревілер     | Кармоді             |
| Дон Йессо              | Аль                 |
| Том Новікі             | Феннавей            |
| Волтер Бро             | Жак Джонсон         |
| Адріан Колон           | агент Елліс         |
| Еллісон Діфтлер        | Гелен Вардамон      |
| Жан-Поль Де Ла Хаузсей |                     |
| Еліотт Кінер           | Ейс                 |
| Марго Мурер            | офіцер Белмонт      |
| Алісса Вінсент         | Марі                |
| Шерон К. Лондон        | клерк               |
| Лорін Мур              | Transiet            |
| Ентоні Майкл Фредерік  | бармен              |